# Csepel SC
A Csepel SC Magyarország azon klubjainak egyike amelyik a rendszerváltás előtt többször is bajnokságot nyert, majd utána pénzügyi problémák miatt egyre lejjebb csúszott, jelenleg a NBIII Dél-Keleti csoport-ban szerepel.

## Története
A Csepel SC négyszeres magyar bajnok. Először 1942-ben, majd 1943-ban, később 1948-ban és 1959-ben nyerte meg a bajnokságot, így a magyar bajnokok örökranglistáján a hetedik helyet foglalja el.
A csapatot 1912-ben alapították, akkor még Csepeli Torna Klub néven. A csapat nevét többször megváltoztatták, főleg politikai okokból.
Először 1932-ben, amikor a csapatot  Csepel FC-nek keresztelték át, majd Weisz Manfréd csepeli tevékenységének köszönhetően, 1937-ben Weisz-Manfréd Torna Klubra és ettől kezdve a csepeli gyártól – szinte – függővé vált. A '40-es években a háború elérte Magyarországot, mely következtében a Weisz családnak is menekülnie kellett Csepelről. 1944-től Csepel SC néven játszott a klub. Ettől a dátumtól kezdve a név a csapat történetében – a névváltoztatások ellenére – mindig megmaradt.
1947-ben már Csepeli Munkás TE néven működött a csapat. A Rákosi-rendszerben Csepelnek óriási szerepet szántak. 1950-től a gyár is nevet változtatott, így a csapaté újból változott: Csepeli Vasas néven működött.
A csapat időközben kiesett az első osztályból, ahová 1958-ban jutott vissza, de akkor már visszakapta régi-új nevét. Ebben az évben, a már Csepel SC néven működő csapat bajnok lett, miután az utolsó fordulóban a Ferencvárossal döntetlent játszott.
Az 1959-es bajnoki győzelemmel a csapat megkapta a lehetőséget a nemzetközi porondra való lépéshez, de a török Fenerbahçeval szemben alulmaradt a párharcban.
A rendszerváltás mély nyomot hagyott a csepeli labdarúgásban. A gyár megszűnni látszott, így a csapat pénzügyi problémákkal küszködött. 1993-ban egy jól működő cég állt a csapat mögé és újra nevet változtatott. 1996-ig Csepel SC-Kordax néven működött.
1981-ben a Közép-európai Kupában csak rosszabb gólkülönbséggel lettek ezüstérmesek a FC Tatran Prešov csapatával szemben.
1996-tól a klub ismét Csepel SC néven játszott. Ebben a szezonban csapat kiesett az NB I-ből. 2001-ben a Csepel SC labdarúgó szakosztálya megszűnt és egyesült a III. Kerületi TUE csapatával. Csepel-Auto Trader néven. 2002-ben azonban a klubot működtető kft. átköltöztette a csapatot Tatabányára.
Ezután még két évig a csapat Csepel-Auto Trade néven szerepelt a magyar bajnokságban, majd ez az egyesület is megszűnt, így nem maradt Csepelen felnőtt labdarúgócsapat.
2006-ban Csepelre költözött a Láng-Vasas Sport Klub ami a Budapest Bajnokság I. osztályában Láng Csepel néven szerepelt. Ez a csapat hatalmas fölénnyel megnyerte a bajnokságot és feljutott az NB III-ba, ahol 2019-ig szerepelt. A 2019-20-as idényt már újra a megyei bajnokságban kezdte a csapat.
A csapat híres szurkolótábora az Islander Division.

## Szakmai stáb, vezetőség
2020. augusztus 21-én lett frissítve.
| Elnök                                                | Märtz János      |
| Tulajdonos (Csepel FC Kft.)                          | Losonci Róbert   |
| Tulajdonos (Csepel FC Kft.)                          | Horváth Gábor    |
| Tulajdonos, elnökségi tag (Csepel FC Kft.)           | Takács Krisztián |
| Ügyvezető tulajdonos, elnökségi tag (Csepel FC Kft.) | Katona Csaba     |
| Technikai munkatárs                                  | Csernus István   |
| Technikai munkatárs                                  | Elek Vendel      |
| Vezetőedző                                           | Takács Krisztián |
| Másodedző                                            | Bertalan Zsolt   |
| Kapusedző                                            | Versitz András   |
| Masszőr                                              | Komendát Attila  |
| Sajtófelelős                                         | Légrádi Gábor    |

## Jelenlegi keret
Frissítve: 2020.augusztus 11. 
| #  |     | Poszt | Név             |
| -- | --- | ----- | --------------- |
| 1  | HUN | K     | Szűcs Krisztián |
| 5  | HUN | V     | Bede János      |
| 6  | HUN | V     | Mészáros Roland |
| 8  | HUN | V     | Vargovics Tamás |
| 9  | HUN | V     | Mészáros László |
| 10 | HUN | KP    | Zai Kristóf     |
| 11 | HUN | KP    | Németh Zoltán   |
| 12 | HUN | KP    | Mohácsik Gábor  |
| 13 | HUN | KP    | Vörös Bence     |
| 14 | HUN | KP    | Gauzer Levente  |
| 15 | HUN | KP    | Bencze Márton   |
| 17 | HUN | CS    | Takács László   |
| 18 | HUN | CS    | Mankó Dávid     |
| 19 | HUN | CS    | Kemerle Dániel  |

| #  |     | Poszt | Név               |
| -- | --- | ----- | ----------------- |
| 21 | HUN | K     | Berhidai Zoltán   |
| 22 | HUN | V     | Vargovics Tamás   |
| 23 | HUN | V     | Teplán János      |
| 24 | HUN | KP    | Ködöböcz András   |
| 25 | HUN | KP    | Jeszenszky Rudolf |
| 26 | HUN | KP    | Pipó Kristóf      |
| 27 | HUN | KP    | Kemerle Dániel    |
| 28 | HUN | V     | Gauzer Levente    |
| 29 | HUN | V     | Kiss Márk         |

## Sikerek

### Nemzeti
- NB I
  -  Bajnok (4): 1941-42, 1942-43, 1947-48, 1958-59
  -  Bronzérmes (3): 1944, 1945, 1945-46

- NB II
  -  Bajnok (3): 1979-80, 1988-89, 1991-92
  -  Bronzérmes (1): 1990-91

### Nemzetközi
- Közép-európai kupa
  -  Döntős (1): 1981

## Nemzetközi kupaszereplések
| Szezon  | Kiírás | Forduló   | Ellenfél      | Otthon | Idegenben | Össz. |
| ------- | ------ | --------- | ------------- | ------ | --------- | ----- |
| 1959-60 | BEK    | Selejtező | Fenerbahçe SK | 2-3    | 1-1       | 3–4   |

| Szezon    | Kiírás             | Forduló      | Ellenfél         | 1.mérk. | 2.mérk. | Össz.       |
| --------- | ------------------ | ------------ | ---------------- | ------- | ------- | ----------- |
| 1969-1970 | Közép-európai kupa | nyolcaddöntő | Wacker Innsbruck | 1-2     | 2-1     | 3-3 (i.l.g) |

| Szezon    | Kiírás             | Forduló      | Ellenfél         | 1.mérk. | 2.mérk. | Össz.       |
| --------- | ------------------ | ------------ | ---------------- | ------- | ------- | ----------- |
| 1970-1971 | Közép-európai kupa | nyolcaddöntő | SK Slavia Praha  | 2-0     | 0-0     | 2-0         |
| 1970-1971 | Közép-európai kupa | negyeddöntő  | Škoda Plzeň      | 0-0     | 1-1     | 1-1 (i.lg.) |
| 1970-1971 | Közép-európai kupa | elődöntő     | Austria Salzburg | 2-0     | 1-4     | 3-4         |

| Szezon    | Kiírás             | Forduló    | Ellenfél         | Mérkőzés |
| --------- | ------------------ | ---------- | ---------------- | -------- |
| 1980-1981 | Közép-európai kupa | 1. forduló | NK Zagreb        | 0-0      |
| 1980-1981 | Közép-európai kupa | 2. forduló | Calcio Como      | 0-0      |
| 1980-1981 | Közép-európai kupa | 3. forduló | FC Tatran Prešov | 3-0      |
| 1980-1981 | Közép-európai kupa | 4. forduló | FC Tatran Prešov | 0-0      |
| 1980-1981 | Közép-európai kupa | 5. forduló | NK Zagreb        | 2-0      |
| 1980-1981 | Közép-európai kupa | 6. forduló | Calcio Como      | 1-2      |

## Egyéb sportágak
A Csepel SC a labdarúgáson (férfi) kívül több szakosztályt működtet, többek között van röplabda, atlétika, birkózó szakosztály.
Az említettek közül, mára már csak a röplabdások tudnak eredményt felmutatni, ők az NB I-ben szerepelnek.

## Nevesebb sportolók
Labdarúgás:
* a félkövérrel írt játékosok rendelkeznek felnőtt válogatottsággal.
- Csernai Pál, aki edzőként a Benfica és a Bayern München csapatánál is dolgozott
- Czibor Zoltán, az Aranycsapat tagja
- Fatér Károly, olimpiai bajnok kapus, Pro-Urbe Budapestért díjas
- Keszthelyi Mihály, játékosként és edzőként is a Csepel szolgálatában állt
- Marosvári Béla 2-szeres román- , és 1-szeres magyar válogatott labdarúgó.
- Németh Ferenc aki 1958 őszén került a csapathoz az akkor még amatőr "Hobbi-klub"-ként működő Halásztelek FCtól
- Tóth József, 12-szeres válogatott, az '54-es VB-ezüstérmes csapat tagja, Csepel és Budapest díszpolgára
- Ondrej Danko, 3-szoros szlovák válogatott labdarúgó
- Patrick Bernard Umoh, az első színesbőrű labdarúgó az NB I-ben

További híres csepeli sportolók:
- Klauz László olimpiai 4. helyezett, birkózás
- Németh Ferenc olimpiai bajnok, öttusa, vívás
- Bálint Zita atlétika
- Kőbán Rita olimpiai bajnok kajakos
- Kolonics György olimpiai bajnok kenus
- Horváth Csaba olimpiai bajnok kenus
- Balczó András olimpia bajnok öttusázó

## Honlap
- Hivatalos weblap
- szurkolói weblap